# Phoenix Foundation
Die Phoenix Foundation ist eine libertäre Stiftung, die zahlreiche Projekte unterstützt hat, zum Teil auch mittels Gewalt, unabhängige libertäre Staaten zu begründen. Die Stiftung wurde von dem Millionär Michael Oliver, seinem Freund James Murt McKeever und dem Investment Advisor Harry D. Schultz begründet. Michael Oliver hatte sein Vermögen in Nevada mit Immobiliengeschäften gemacht.

## Geschichte

Flag of the Republic of Minerva

Anfang 1972 begann die Stiftung eine Plattform an einem Riff im Südpazifik anzulegen. Das Riff, dessen Riffkrone normalerweise bei Flut etwa einen Meter unter Wasser lag, wurde mit Sand aufgeschüttet und eine kleine Steinplattform wurde angelegt, welche die Flagge der Republic of Minerva trug, mit dem Symbol einer weißen Fackel auf blauem Grund. Der „President of Minerva“, Morris C. Davis, erklärte: „Menschen werden frei sein zu tun, was sie verdammt noch einmal gerne tun wollen. Nichts wird illegal sein, so lange es nicht die Rechte anderer Menschen beeinträchtigt. Wenn ein Bürger eine Taverne eröffnen möchte, eine Spielhalle oder pornographische Filme machen will, wird die Regierung nicht hineinreden“ („People will be free to do as they damn well please. Nothing will be illegal so long it does not infringe on the rights of others. If a citizen wishes to open a tavern, set up gambling or make pornographic films, the government will not interfere.“) Tongas Anspruch auf das Riff wurde bereits im September 1972 durch das South Pacific Forum bestätigt. Eine tonganische Militär-Expedition war am 18. Juni 1972 angelandet, um den Anspruch durchzusetzen. Die Flagge Tongas wurde  am 19. Juni 1972 auf North Minerva und am 21. Juni auf South Minervagehisst, und die „Republik“ wurde damit aufgelöst.
Der nächste Versuch der Stiftung, einen libertären Staat zu gründen, erfolgte 1973 auf der Insel Abaco in den Bahamas. In der Periode, in der sich die Unabhängigkeit der Bahamas entwickelte, opponierte eine Reihe von „weißen“ Bewohnern gegen eine „black rule“ (Regierung von Farbigen). Im Juni 1973, einen Monat vor der geplanten Unabhängigkeitserklärung finanzierte die Stiftung Chuck Halls und Bert Williams’ Abaco Independence Movement (AIM). Die beiden wollten Abaco von den Bahamas unabhängig machen. Mit der finanziellen Unterstützung der Phoenix Foundation veröffentlichte die AIM einen Newsletter, The Abaco Independent.

Flagge der Republic of Vemerana

1980 unterstützte Michael Oliver den Politiker Jimmy Stevens von der Partei Nagriamel (New Hebrides Autonomy Movement, NHAM oder MANH) in Vanuatu, der in den letzten Wahlen keinen Erfolg gehabt hatte. NHAM erklärte die Unabhängigkeit einer Republic of Vemerana auf der Insel Espiritu Santo. Die Regierung von Vanuatu bat Papua-Neuguinea um Hilfe, und ein Bataillon Soldaten wurde entsandt, um den Coconut War zu beenden.
Während der Staatsgründungsversuche in Vanuatu beschrieb das National Public Radio (NPR) die Phoenix Foundation als „eine unheimliche rechtspolitische Organisation“ („a sinister right-wing organization“). Das Instituto del Tercer Mundo (Dritt-Welt-Institut) berichtet, dass „Jimmy Stevens 250.000 Dollar erhielt, Waffen und ein Radio von der Phoenix Foundation, einer ultra-rechten US-Organisation, im Austausch für die Konzession, ein Casino zu betreiben und, laut Gerüchten, unrechtmäßige Aktivitäten von Stevens Republik of Vemerana decken zu lassen“ („Jimmy Stevens received $250,000, arms and a radio from the Phoenix Foundation, an ultra-right US organization, in return for concessions to install a casino and, allegedly, cover for illicit activities from Stevens' Republic of Vemarana“).